# Barry S. Brook
Barry Shelley Brook (* 1. November 1918 in New York City; † 7. Dezember 1997) war ein US-amerikanischer Musikwissenschaftler und Hochschullehrer.

## Leben
Brook studierte bis 1939 am City College of New York. An der Columbia University war er Schüler von Paul Henry Lang,  Erich Hertzmann, Hugh Ross und Roger Sessions und erlangte 1942 den Mastergrad. An der Sorbonne wurde er 1959 mit der Dissertationsarbeit La symphonie française dans la seconde moitié du XVIIIe siècle zum Docteur de l’Université promoviert.
Während des Zweiten Weltkrieges war Brook als Navigator Kapitän der United States Air Force und wurde mit dem Distinguished Flying Cross ausgezeichnet. Von 1945 bis zu seiner Pensionierung unterrichtete Brook am Queens College der City University of New York (CUNY). Er arbeitete wissenschaftlich u. a. auf dem Gebiet der Musik-Ikonografie, der Musiksoziologie und -ästhetik und der Geschichte musikalischer Themekataloge. Im Verlauf seiner Quellenstudien entwickelte er eine Technik zur Analyse von kompositorischen Handschriften, die es ihm u. a. ermöglichte, authentische Werke Giovanni Pergolesis zu identifizieren.
An der CUNY Graduate School gründete er das Pergolesi Research Center, das eine umfangreiche Mikrofilmsammlung von Quellen zu Pergolesi besitzt. Als Herausgeber war er an einer 60-bändigen Sammlung von zwischen 1720 und 1840 entstandenen Sinfonien und einer zwölfbändigen Sammlung französischer Opern des 18. und 19. Jahrhunderts beteiligt. Unter Schirmherrschaft des Internationalen Musikrates der UNESCO initiierte er 1979 das Projekt The Universe of Music: A History, das eine umfassende Geschichte der Musikkulturen der Welt liefern soll.
Bereits in den frühen 1960er Jahren setzte sich Brook für den Gebrauch von Computern bei der Erfassung musikalischer Quellen ein. 1964 unterbreitete er den Vorschlag für einen Plaine and Easie Code, ein System zur Notation von Musik mit normalen Schreibmaschinen- und Tastaturzeichen, das bis zur Gegenwart in Gebrauch ist. 1965 gründete er das Répertoire International de Littérature Musicale (RILM), eine internationale kommentierte Bibliographie der Musikwissenschaft, und im Jahr 1967 wurde unter seiner Herausgeberschaft der erste Band RILM Abstracts of Music Literatur veröffentlicht.
Beim Treffen der International Association of Music Libraries, Archives and Documentation Centres 1971 in Sankt Gallen initiierte Brook das Répertoire International d’Iconographie Musicale (RIdIM), ein internationales Projekt zur Entwicklung von Methoden der Klassifizierung, Katalogisierung und Erforschung von musikrelevanten ikonografischen Quellen. 1972 organisierte er am CUNY Graduate Center das Research Center for Music Iconography (RCMI), ein Archiv ikonografischen Materials, und entwickelte dazu ein computerbasiertes Informationsabrufsystem. Von 1986 bis 1997 war er zudem Mitglied der Internationalen Kommission  des Répertoire International des Sources Musicale (RISM).
Neben seiner Tätigkeit an der CUNY unterrichtete Brook als Gastprofessor an neun weiteren Universitäten in den USA, Australien und Frankreich. Von 1977 bis 1987 war er zudem Leiter des DMA-Programms (Doctor of Musical Arts) an der Juilliard School. Weiterhin wirkte er als Vizepräsident (1974–77) und Präsident (1977–80) der International Association of Music Libraries, Archives and Documentation Centres (IAML) sowie als Vizepräsident (1980–82) und Präsident (1982–84) des International Music Council (IMC). Für seine Leistungen wurde er u. a. mit der Dent Medal der Royal Musical Association ausgezeichnet (1965) und von der französischen Regierung zum Chevalier des Arts et Lettres ernannt (1972). Das 1989 an der CUNY  gegründete Center for Research and Music Documentation wurde nach seinem Tod nach ihm benannt.